# Big Boss
Big Boss (Tang shan da xiong 唐山大兄, en: The Big Boss) är en hongkongproducerad film från 1971. Regissör var Wei Lo.

## Handling
Chein är en stadspojke som flyttar till sina kusiner för att arbeta i en isfabrik. Han har fått lova sin familj att inte bli inblandad i några bråk, men när hans familjemedlemmar börjar att försvinna efter ett möte med fabriksledningen tvingar pressen honom att bryta löftet och ta till skurkarnas knep.

## Om filmen
Filmen spelades in den 23 juli-18 augusti 1971 i Pak Chong i Thailand med en väldigt låg budget. Den hade världspremiär i Hongkong den 3 oktober 1971 och slog alla tidigare rekord i Kina och blev en oerhörd hit även i övriga Asien. Detta var Bruces stora genombrott på filmduken.

## Rollista
- Bruce Lee - Cheng Chao-an
- Maria Yi - Chow Mei
- James Tien - Hsiu Chien
- Ying-Chieh Han - Hsiao Mi (bossen)
- Malalene - Miss Wuman
- Tony Liu - Hsiao Chiun
- Kun Li - Ah Kun
- Nora Miao - barägare
- San Chin - Hua Sze
- Chih Chen - förman
- Chia-Cheng Tu - farbror
- Tso Chen
- Billy Chan
- Lung Chan - portvakt/medhjälpare i blå skjorta
- Ching-Ying Lam - Ah Yen
- Cheng Ying Tu

## Musik i filmen
- To Be A Man, text James Wong, framförd av Mike Remedios (engelskdubbade japanska versionen)
- Larks' Tongues In Aspic, Part Two, framförd av King Crimson (kantonesiska versionen)
- Time, framförd av Pink Floyd (kantonesiska versionen)
- Obscured by Clouds framförd av Pink Floyd (kantonesiska versionen)
- The Grand Vizier's Garden Party (Entertainment) av Pink Floyd (kantonesiska versionen)
- Big Boss, framförd av Peter Thomas (engelskdubbade versioner)
- Malaparte Sinus framförd av Peter Thomas (engelskdubbade versioner)
- Moontown, framförd av Peter Thomas (engelskdubbade versioner)
- Communication in Hyperspace, framförd av Peter Thomas (engelskdubbade versioner)
- Ekg, framförd av Peter Thomas (engelskdubbade versioner)